# 雷明頓 (印地安納州)
雷明頓（英語：Remington）是一個位於美國印地安納州傑斯帕縣的城鎮。

## 人口
根據2010年美國人口普查的數據，雷明頓的面積為7.24平方千米，當中陸地面積為7.24平方千米，而水域面積為0.00平方千米。當地共有人口1185人，而人口密度為每平方千米164人。